# Jaltomata parviflora
Jaltomata parviflora är en potatisväxtart som beskrevs av S.Leiva och Mione. Jaltomata parviflora ingår i släktet jaltomator, och familjen potatisväxter. Inga underarter finns listade i Catalogue of Life.